# Петър Лолов
Петър Георгиев Лолов е български офицер (генерал-майор от инженерните войски).

## Биография
Петър Лолов е роден на 21 ноември 1864 г. в Медвен. Основно образование завършва в родното си село. След това учи последователно в Тутракан, Черна вода и Русе. След като завършва средното си образование започва работа като учител. Завършва Сливенската гимназия през 1885 г. Започва работа в Пловдивската реална гимназия.

### Сръбско-българска война (1885)
През Сръбско-българската война (1885) е доброволец в 6-а пехотна дружина на 1-ви пехотен полк.
През 1887 г. завършва Военното училище в София, като на 27 април е произведен в чин подпоручик. След това е назначен в Пионерния полк в Русе. През 1888 г. се създава и командва първата железопътна рота в България, а сред нейните основатели е поручик Лолов, за който се приема, че е първия железопътен офицер в българската армия. Заедно с ротата работи по жп линията Ямбол-Бургас. От 1893 до 1895 г. специализира в жп и телеграфните войски на Австро-Унгария. Между 1896 и 1897 г. учи във Военноинженерната академия в Торино. Завръща се в България през 1898 г. и е назначен в Техническата дружина. На 1 април 1900 г. е назначен за ротен командир на 2-ра техническа дружина, като завежда специална част в първа пионерна дружина. От 1 март 1903 г. е назначен за командир на жп рота, от 1904 г. и на жп дружина. През 1906 г. е определен за завеждащ материалната част в Инженерната инспекция при Военното министерство. Остава на този пост до 1 април 1911 г., когато е назначен за началник на строителния отдел на Инженерната инспекция. Участва в Балканските войни. След тях на 27 октомври 1914 г. е назначен за командир на 1-ва сборна пионерна дружина. Неговата част участва в прекарването на телефонни връзки, поправка на пътя Кратово-Злетово-Щип и Кратово-Плешинци-Кисели, изграждане на мостове при р. Морава, Власотинската река и Лесковецката река, както и укрепване на позициите при Турско ливаде. От февруари 1916 г. заедно с дружината си е прехвърлен на Добруджанския фронт. От 26 юли 1918 г. е назначен за началник на Инженерните войски на първа армия. Преминава в запаса на 7 ноември същата година. След това работи в Българското инженеро-архитектурно дружество в София. По време на военната си кариера служи и като заместник инспектор на Инженерни войски и като началник на Инженерни войски, като завършва и Военно-инженерна академия. През 1918 г. е уволнен от служба.
Ранен е при атентата в църквата „Света Неделя“ и умира на 25 април 1925 година в резултат от получените рани. Читалището в родното му село е преименувано на негово име.

## Военни звания
- Подпоручик (27 април 1887)
- Поручик (18 май 1890)
- Капитан (2 август 1894)
- Майор (1901)
- Подполковник (1 май 1905)
- Полковник (2 август 1912)
- Генерал-майор (30 май 1917)

## Награди
- Орден „За заслуга“ на обикновена лента
- Орден „Св. Александър“ III степен с мечове по средата
- Орден „Св. Александър“ IV степен без мечове
- Орден „Св. Александър“ V степен без мечове
- Орден „За военна заслуга“ III степен на военна лента